# 26924 Johnharvey
26924 Johnharvey è un asteroide della fascia principale. Scoperto nel 1996, presenta un'orbita caratterizzata da un semiasse maggiore pari a 3,0608680 UA e da un'eccentricità di 0,1436511, inclinata di 10,86858° rispetto all'eclittica.